# Joan Soler i Riber
Joan Soler i Riber (Barcelona 1913 - setembre de 1979) fou un geògraf català.
A principis de la dècada de 1960 la Fundació Patxot li encarregà i el finançà perquè fes un estudi sobre la realitat territorial dels Països Catalans.
Joan Soler, per a aquesta tasca, seguí una metodologia similar a l'emprada per la Generalitat republicana en la Ponència de la divisió comarcal de Catalunya. Soler va fer un gran nombre d'enquestes a institucions i experts i també va fer-ne una recopilació estadística. Elaborà un mapa amb les àrees funcionals i de mercat d'un àmbit que abasta Catalunya (inclosa la Catalunya Nord), el País Valencià i les Illes Balears, així com bona part d'Aragó (fins al Meridià de Greenwich) d'aquesta manera va tenir en compte la possible influència de les zones frontereres. En el cas de la comarcalització de la part catalanoparlant la seva proposta xoca amb la de la Gran Enciclopèdia Catalana (essencialment pel que fa a la Ribagorça).
Des dels inicis de la recerca, Soler sol·licità l'ajut del geògraf Enric Lluch i Martín per tal d'interpretar i projectar els resultats de les enquestes i també va cooperar ocasionalment l'escriptor valencià Joan Fuster i Ortells. D'aquest treball, en part, en sorgí el mapa comarcal del País Valencià actual. Soler no respectava els límits provincials i sí els lingüístics, proposa per al País Valencià comarques, a les que va posar noms que no referissin a la capital, i regions. Bé que no seria publicada en bloc fins al 1970 (Nomenclàtor geogràfic del País Valencià, opuscle aparegut anònimament), la proposta de Soler i Riber quant al País Valencià es popularitzà ràpidament en ésser aplicada a la GEC des de l'inici (1968) i assumida per altres obres emblemàtiques com L'estructura econòmica del País Valencià (Ed. 3i4, 1970), la segona edició del mapa dels Països Catalans d'Antoni Bescós (1971) i la Gran enciclopedia de la Región Valenciana (1r vol., 1972).